# Alphons Hafner
Alphons Hafner oder Alfons Hafner (* 16. April 1742 in Reutte in Tirol; † 7. Mai 1807 in Padua) war ein Benediktiner.

## Leben
Hafner war Sohn des Lehrers Johann Georg Hafner. Sein Bruder Aemilian Hafner war der letzte Abt des Benediktinerklosters St. Mang in Füssen, seine Schwester Hildegardis (1759–1840) die letzte Äbtissin des Zisterzienserinnenklosters Maria Hof. Der jüngere Bruder Josef, ebenfalls Ämilian mit Klosternamen (1756–1847), war zunächst im Benediktinerkloster St. Gallen und wurde später erster Generalvikar des Bistums St. Gallen.
Hafner absolvierte das Augsburger Gymnasium der Jesuiten und ging anschließend an die Universität Innsbruck, an der er den Magistergrad in Philosophie erhielt. Am 28. Oktober 1762 legte er das Ordensgelübde im Kloster Ettal ab. Abt Bernhard II. sah ihn für das Studium der Theologie vor. Dieses absolvierte er zunächst für zwei Jahre am Kloster Benediktbeuern und anschließend für zwei Jahre an der Hochschule in Freising. Seine Priesterweihe erfolgte 1767. Anschließend wurde er zum Studium der orientalischen Sprachen an das Kloster Sankt Emmeram nach Regensburg geschickt.
Hafner wurde am 14. Juli 1769 Konventbeichtvater in Ettal, dann Praeses confraternitatum, später Pfarrvikar von Eschenlohe  und Direktor des Klosterseminars in Ettal. Danach wurde er für die Lehre verwendet. Er lehrte von 1776 bis 1779 Philosophie und von 1779 bis 1781 Theologie am Fürstbischöflichen Lyceum zu Freising. 1781 kam er als Professor und Rektor an das Straubinger Lyzeum.
Hafner wurde am 3. Oktober 1787 in Ettal zum Abt gewählt. In seine Amtszeit fällt die Vollendung des Deckengemäldes in der Chorkapelle. Er machte sich um das in der Nachfolge der Ettaler Ritterakademie ins Leben gerufene Klosterseminar und die wissenschaftliche Ausrichtung des Klosters verdient. Gegen die Aufhebung des Klosters im Zuge der Säkularisation setzte er sich erfolglos zur Wehr.
Hafner zog zunächst in seine Heimat nach Reutte zurück. Anschließend ging er in die Abtei San Giorgio Maggiore bei Venedig und danach in die Abtei Santa Giustina in Padua. Er wird für die Zeit nach der Säkularisation als gebrochener Mann beschrieben. 